# Parque nacional Cabo Árido
El Parque Nacional Cabo Árido (Cape Arid National Park) es un parque nacional de Australia Occidental, ubicado a 731 km al este de Perth.

## Datos
- Área: 2794 km²;
- Coordenadas: 33°42′14″S 123°22′10″E / -33.70389, 123.36944
- Fecha de Creación: 1969
- Administración: Departamento de Conservación y tierras
- Categoría IUCN: II

- Datos: Q442279
- Multimedia: Cape Arid National Park / Q442279